# Ruby (taalkunde)
Rubykarakters or rubikarakters (Japans: ルビ, rubi; Koreaans: 루비, rubi) zijn tekens boven of naast logogrammen, die gewoonlijk worden gebruikt om de uitspraak aan te duiden voor lezers die nog moeite hebben met het lezen van logogrammen of om te verduidelijken in het geval meerdere leeswijzes mogelijk zijn. De Japanse variant van rubykarakters wordt ook wel furigana genoemd. In fictie worden ze soms ook op creatieve wijze gebruikt om een uitspraak in een vreemde taal te gebruiken of een diepere of dubbele betekenis te geven.

## Voorbeeld
Hier is een voorbeeld van Japanse ruby-karakters (genaamd furigana) voor Tokio ("東京"):
| hiragana |  | romaji |
| -------- |  | ------ |
| 東京     |  | 東京   |